# SYUUU/ドライブ
「SYUUU/ドライブ」（しゅうう/ドライブ）は、Base Ball Bearの20枚目のシングル。

## 解説
前作「不思議な夜」から約5年5ヶ月ぶりのリリースとなる2021年第1弾シングル。CDシングルとしては、DGP RECORDS立ち上げ後初であり、Base Ball Bearが新体制となってから以降でも初となる。
5,000セット生産限定で、DISC2として配信ライブ「LIVE IN LIVE〜IN YOUR HOME, TAKE C3〜」の様子を収録したDVDが付属。 オリコンチャートの2021年4月5日付週間シングルランキングでは、2,679枚を売り上げ14位にランクインした。

## 収録曲

### CD
＊はCD盤にのみ収録。
1. SYUUU
  - MVが公開されている。監督はスミス。
2. ドライブ
  - テレビ東京系「モヤモヤさまぁ〜ず2」2021年1月度 エンディング曲
  - 2021年1月11日より配信限定シングルとして先行配信されていた。
  - MVが公開されている。監督は森孝介。
3. SYUUU（instrumental）＊
4. ドライブ（instrumental）＊

### DVD
- 配信ライブ「LIVE IN LIVE〜IN YOUR HOME, TAKE C3〜」のライブ映像

1. 試される
2. いまは僕の目を見て
3. Flame
4. Summer Melt
5. L.I.L.
6. EIGHT BEAT詩
7. セプテンバー・ステップス
8. PARK
9. Grape Juice
10. ポラリス
11. Cross Words
12. 風来